# 比龍
比龍（德語：Büron）是瑞士卢塞恩州的市镇，位於該國中部，面積5.41平方公里，六成半土地是農業用地，海拔高度511米，2011年人口2,207，人口密度每平方公里408人。